# 碧里乡
碧里乡是中国福建省福州市罗源县下辖的一个乡。地处罗源县东南部，罗源湾北岸，东临罗源湾与霞浦县北壁乡相望，西接松山镇，南与连江县马鼻、坑园2镇隔罗源湾相望，北与鉴江镇相邻。鄉政府駐碧里村。

## 行政区划
碧里乡下辖以下地区：
碧里村、西洋村、梅花村、廪头村、溪边村、牛坑村、廪尾村、新澳村、濂澳村、吉壁村、牛澳村和先锋村。